# Horse's Neck
L'Horse's Neck è un cocktail a base di brandy e ginger ale. È un cocktail certificato dall'Associazione internazionale Bartenders, nella categoria Contemporary Classics come long drink.

## Composizione

### Ingredienti
- 4 cl Brandy
- 12 cl Ginger Ale
- Gocce di Angostura bitter (facoltative)

### Preparazione
Si prepara direttamente nel bicchiere highball con cubetti di ghiaccio. Si mescola delicatamente e si guarnisce con una spirale di limone. Se richiesto, aggiungere alcune gocce di Angostura Bitter. 

## Storia
La nascita di questa bevanda viene datata nei primi anni del Novecento come bevanda non alcolica composta da Ginger Ale, ghiaccio e scorza di limone. Dal 1910 venne aggiunto del brandy o del bourbon, venendo rinominato "horse's neck with a kick" o "stiff horse's neck", tradotto rispettivamente come "collo di cavallo con un calcio" e "collo di cavallo agguerrito". La versione non alcolica continuò ad essere servita nella zona più settentrionale dello state di New York fino agli ultimi anni '50 e i primi anni '60 del Novecento, ma poco dopo passò di moda. L'IBA classifica questo drink come un long drink. Franklin Roosevelt consumò occasionalmente questo drink nella sua forma non alcolica.